# آنا ماريا حوا
آنا ماريا حوا (بالإنجليزية: Anna Maria Hawa)‏‏ (القرن 20 - ) ممثلة فلسطينية اشتهرت عندما أدت دور أخت عمر في فيلم هاني أبو أسعد والذي ترشح إلى حفل توزيع جوائز الأوسكار السادس والثمانون لأفضل فيلم بلغة أجنبية.

## روابط خارجية
- آنا ماريا حوا على موقع IMDb (الإنجليزية)
- آنا ماريا حوا على موقع أول موفي (الإنجليزية)